# Герарди дель Теста, Томмазо
Томмазо Герарди дель Теста (итал. Tommaso Gherardi Del Testa; 1814, Терриччола, провинция Пиза — 12 октября 1881, Пистоя) — итальянский драматург, писатель, поэт, адвокат. Участник революции 1848—1849 годов в Италии.

## Биография
Благородного происхождения. Изучал право в Пизанский университете, затем работал адвокатом во Флоренции. Увлёкся политикой. В 1848 году добровольцем участвовал в сражениях против австрийской армии при Куртатоне, Монтанаро и Сан-Сильвестро, где был ранен и попал в руки хорватов, отбыл многолетнее заключение в крепости Терезин.

## Творчество
Автор комедий: «Il sistema di Giorgio» и «Cogli nomini non si scherza». Из остальных 40 комедий, написанных Герарди дель Теста, известны: «Le scimmie», «Oro ed orpello», «Il vero blasone etc.», собранные под заглавием «Teatro comico» (Флоренция, 1856—1858). Его пьесы были поставлены во многих итальянских театрах.
Автор романа «La povera e la ricca» (1858). Герарди дель Теста писал также много сатирических стихотворений на политические темы.

## Произведения
- Il sistema di Giorgio,
- Cogli uomini non si scherza,
- Il padiglione delle mortelle,
- Il regno di Adelaide,
- Il sistema di Lucrezia,
- Le false letterate,
- La moda e la famiglia,
- Le scimmie,
- La carità pelosa,
- Le coscienze elastiche,
- Oro ed orpello,
- Il vero blasone und Vita nuova